# Penstemon neomexicanus
Penstemon neomexicanus är en grobladsväxtart som beskrevs av Elmer Ottis Wooton och Standley. Penstemon neomexicanus ingår i släktet penstemoner, och familjen grobladsväxter. Inga underarter finns listade i Catalogue of Life.